# Prostotrosnice
Prostotrosnice (znanstveno ime Basidiomycota) so eden od dveh velikih oddelkov, ki skupaj z zaprtotrosnicami (Ascomycota) sestavlja podkraljestvo višjih gliv (Dikarya) v kraljestvu gliv (Fungi). Med bolj znane prostotrosnice spadajo na primer kukmaki (Agaricus), mušnice (Amanita), prašnice (Lycoperdon), gobani (Boletus), lisičke (Cantharellus), zvezdice (Geastrum), kresilke (Fomes), golobice (Russula) in drhtavke (Tremella), kot tudi rje (Pucciniomycotina), sneti (Ustilaginomycotina) in človeške patogene kvasovke Cryptococcus.
Večina prostotrosnic je sestavljena iz nitastih hif, razen nekaterih kvasovk, ki ravno tako spadajo v ta oddelek. Spolno se razmnožujejo s tvorbo specializiranih končnih celic kijaste oblike, imenovanih bazidiji, ki običajno nosijo po štiri trose. Te vrste trosov imenujemo tudi bazidiospore. Nekatere prostotrosnice so lahko tudi obvezni nespolni razmnoževalci. Tiste, ki se razmnožujejo nespolno, je običajno mogoče prepoznati kot člane tega oddelka po oblikovanju značilne anatomske značilnosti – micelijske zaponke, sestavi celične stene in po filogenetski molekularni analizi podatkov o zaporedju DNK.

## Razvrstitev
Razvrstitev iz leta 2007, ki jo je sprejela koalicija 67 mikologov, je v oddelek prostotrosnic uvrstila tri pododdelke (Agaricomycotina, Pucciniomycotina in Ustilaginomycotina) ter dva druga taksona na ravni razreda Wallemiomycetes in Entorrhizomycetes.
Pred tem so bile prostotrosnice razdeljene v dva razreda, in sicer na tako imenovane prave gobe Homobasidiomycetes (včasih tudi Holobasidiomycetes) ter na Heterobasidiomycetes, kamor so bile uvrščene sneti in rje.

## Micelij prostotrosnic
Dobro razvit nitasti micelij je sestavljen iz množice prepletenih in razvejanih hif, ki se v podlago širijo v obliki pahljače. Posamezne cevke hif so septirane – medsebojno ločene s posebno membrano (septum). Celične stene so grajene iz hitina. Znotraj celične stene je celična membrana. Citoplazma vsebuje vse običajne celične organele razen kloroplastov. Septum nastane kot obročasti izrastek na notranji strani cevaste stene, ki se kot polica širi v notranjost in na cevki povzroči zožitev, ki onemogoča prehod jeder, a dovoljuje pretok hranljivih snovi. Hife se v substratu razvejajo in absorbirajo hrano.
Pri nekaterih rodovih hife micelija tečejo vzporedno ena z drugo in se združijo, tako da tvorijo makroskopsko vidne debele vrvice imenovane rizomorfe. Te so prekrite z ovojnico in se obnašajo kot celota. Micelij pri različnih vrstah se razlikuje po barvi in je lahko bel, rumen ali oranžen.
Micelij prostotrosnic gre v svojem življenjskem ciklu skozi tri različne stopnje, in sicer primarno, sekundarno in terciarno.
Prvo stopnjo predstavlja primarni micelij, ki nastane s kalitvijo bazidiospore, ki vzklije, ko so razmere v okolici primerne za rast, in začne tvoriti hifo, sestavljeno iz enojedrnih celic. Primarni micelij ni sposoben spolnega razmnoževanja, lahko pa se razmnožuje nespolno s konidiji ali včasih z oidiji.
Druga stopnja je sekundarni micelij, ki ima dvojedrne celice. Glavna razlika med prostotrosnicami in zaprtotrosnicami je ravno povečan pomen sekundarnega micelija, ke je neodvisen, dolgoživ in ima tako pomembno vlogo v življenjskem ciklu glive.
Prvi korak v tvorbi sekundarnega micelija je interakcija med dvema združljivima primarnima micelijima. Dve združljivi hifi iz sosednjih primarnih micelijev se srečata. Vmesne stene med dvema sosednjima celicama se na mestu stika raztopijo in pride do združitve, imenovane plazmogamija. Obe jedri v novi skupni celici ostaneta ločeni in se ne zlijeta, ampak ostaneta eno poleg druge in tvorita dikarion, tako vzpostavljena dvojedrna celica pa je znana kot dikariotna celica. V istem miceliju lahko najdemo tako enojedrne kot dvojedrne celice. Dikariontska celica se večkrat deli s konjugiranimi delitvami, da nastane sekundarni ali dikariontski micelij. Med jedrskimi delitvami dikariontske celice se oblikujejo posebne strukture, imenovane micelijske zaponke. Te povezave omogočajo sestrskima jedroma dikariona, da se pri vsaki delitvi ločita in da dobi vsaka nova celica po delitvi po en par kompatibilnih jeder. Sekundarni micelij se od primarnega razlikuje po dolgoživosti, prisotnosti zaponk, močni rasti, načinu razvejanja, dvojedrnem stanju celic in sposobnosti tvorjenja plodov.

## Micelijske zaponke
Ko je dikariontska celica pripravljena na delitev, se na sredini med dvema jedroma iz njene stene izboči mešičast izrastek. Dve tesno povezani jedri celice se nato sočasno delita, kar imenujemo konjugirana delitev.
Eno od štirih hčerinskih jeder preide v vrečko in nato se na dnu vrečke vzpostavi pregrada, tako da je vrečka ločena od glavne celice. Ta nova celice se spremeni v strukturo, podobno kavlju. Njena konica se upogne in se zlije s stransko steno matične celice, tako da tvori most med njo in novo nastalo celico. Ta struktura se imenuje micelijska zaponka.
Navpično pod zaponko nastane nova pregrada, ki loči starševsko celico na dve hčerinski celici. Od katerih ima prva dve jedri, druga pa eno, s tem da se četrto jedro še vedno nahaja v zaponki in v naslednjem koraku preide v drugo hčerinsko celico, tako da tudi ta postane dvojedrna.
Micelijska zaponka tako deluje kot obvod, ki zagotavlja, da se sestrska jedra, ki nastanejo s konjugirano delitvijo dikariona, ločijo v dve novonastali hčerinski celici. Zaponke se običajno tvorijo na končnih celicah hif sekundarnega micelija.

## Nespolno razmnoževanje
Nekatere prostotrosnice se lahko razmnožujejo nespolno in sicer s tvorbo konidijev ali oidijev. Ta strategija razmnoževanja je pri prostotrosnicah redka in jo lahko najdemo predvsem pri rjah in sneteh.
Konidiji so enojedrne spore, ki jih tvori sekundarni micelij in ne nastanejo s pomočjo mejoze. Zato med dvema jedroma ne pride do rekombinacije ampak je v konidiju kopija samo enega od jeder. To glivi omogoča hitro razmnoževanje brez tvorjenja plodov.
Oidiji so majhni prosojni tankostenski enocelični delci micelija. Lahko so enojedrni ali dvojedrni, saj nastanejo z razpadom primarnega ali sekundarnega micelija. Običajno se ne zaokrožijo in ustvarijo debelih zaščitnih sten, tako kot običajni trosi.

## Spolno razmnoževanje
Pri višjih prostotrosnicah (razred Homobasidiomycetidae) sekundarni micelij razvije plodove, imenovane bazidiokarpi ali preprosto gobe, katerih glavni namen je širjenje trosov. So različnih velikosti in oblik. Po strukturi so lahko tanki, skorjasti, želatinasti, papirnati, debeli in mesnati, usnjati, plutasti, lesnati in gobasti. Nekateri, na primer plutači, lahko dosežejo težo več 100 kg.
Del sekundarnega micelija, ki tvori plodove, se včasih imenuje terciarni ali generativni micelij in ima ravno tako po dve jedri.
Bazidiji ali trosni podstavki so značilne razmnoževalne strukture tega razreda in se delijo na holobazidije in fragmobazidije. Prvi so enocelični, drugi pa sestavljeni iz več ločenih celic.
Enocelični holobazidiji so značilni za večino najbolj znanih prostotrosnic, na primer tistih z lističasto ali luknjičasto trosovnico imenovano tudi himenij.
Med posameznimi bazidiji so sterilne hife, znane kot parafize.
Bazidij nastane kot končna celica dvojedrne hife na trosovnici (himeniju) plodu. Večinoma je kijaste ali valjaste oblike in ima zaobljen vrh. Ponavadi je na spodnjem delu prisotna miceljiska zaponka. Med razvojem mladi bazidij nabrekne in postane širši. Njegovi dve jedri se najprej združita (kariogamija) in tvorita skupno diploidno jedro (2n), ki se nato v procesu mejoze dvakrat deli v štiri haploidna jedra (n). V naslednjem koraku na vrhu kijaste zadebelitve bazidija nastanejo vitke štrline – sterigme. Njihovi vrhovi nabreknejo, tako da tvorijo vrečki podobno izboklino, ki je zametek trosa. V vsakega od njih se iz bazidija preseli po eno haploidno jedro. Večina bazidijev tvori po štiri trose, lahko pa sta tudi po dva, kot je vidno na priloženih slikah, še redkeje pa več.
Med dozorevanjem trosa se iz bazidija poleg jedra vanj prenese zaloga hranilnih snovi in tvori zaščitna ovojnica, ki mu omogoča daljše preživetje v neugodnih okoliščinah. 

## Izpust trosov
Tako nastali trosi so običajno na konicah sterigem nameščeni poševno (asimetrično) in so na trosovnici gobe izpostavljeni zraku. Ko dozorijo, se prisilno odlomijo in izstrelijo s pomočjo mehanizma vodne kapljice. Bazidij iz konice sterigme iztisne tekočino, ki se začne zbirati v obliki kapljice na dnu trosa. Kapljica postopoma raste, dokler ne doseže določene velikosti in zaradi sile površinske napetosti nenadoma odrine tros v zrak. Nadaljnje razširjanje na velike razdalje je odvisno od zračnih tokov. Pri tem tros del vodne kapljice odnese s seboj.

## Kalitev trosov
Ko pade na primerno podlago in so razmere primerne, tros vzklije. Izpusti zarodno cevko, iz katere se razvije primarni micelij, ki se začne pahljačasto širiti v podlago, vse dokler ne naleti na primarni micelij nasprotnega spola, s katerim se združi v sekundarni micelij.

## Galerija slik
- Velika tintnica
- Medlorumena mušnica
- Navadna mrežnica
- Opečna koprenka
- Črtkani košek
- Žvepleni lepoluknjičar
- Zvijugana majavka
- Cesatijeva postrančica